# Melanargia grazianii
Melanargia grazianii är en fjärilsart som beskrevs av Romei 1927. Melanargia grazianii ingår i släktet Melanargia och familjen praktfjärilar. Inga underarter finns listade i Catalogue of Life.